# 3709-es busz
A 3709-es jelzésű autóbuszvonal Miskolc és Debréte (Miskolc – Edelény – Szalonna – Debréte) között húzódó helyközi vonal, amelyet a Volánbusz Zrt. üzemeltet.

## Útvonala
A miskolci autóbusz-állomásról indul. A 26-os főúton halad Sajószentpéter felé, eközben az egykori Miskolci repülőtér, a szirmabesenyői, a sajókeresztúri és a sajóbábonyi elágazásokban, és a lerombolt BÉM mellett vezet útja. A vonal 12. kilométerén érkezik első városába, Sajószentpéterre. Itt a 27-es főút felé veszi az irányát, majd keresztezi a 92-es vasútvonalat és Dusnokpuszta településrészénél is elmegy. Belecsatlakozik a 2605-ös mellékút, aztán Edelény jön. Ezentúl a 94-es vasútvonallal párhuzamosan kanyarog, az ott fekvő Szendrőlád következik. nem sokkal később a Cserehát nyugati részében Szendrőt szolgálja ki, itt Rudabánya és Galvács felé biztosított az utazás (általában magas várakozási időre kell számítani). Ezek után a szomszédos Szalonnán a Rakaca-patak kisfalvai felé halad tovább, azonos útvonalon a 4121-es busszal, előtte a vasútállomáson bevár egy vonatot. A Rákóczi úton folytatja kilométereit Meszes felé. Előtte betér Martonyi zsáktelepülésre, majd a Rakaca-víztározó mellett futó 2613-as mellékúton közelíti meg Meszest. Azt követően elágazás nélküli szakaszon ér be Rakacaszendre, majd Rakacára. Itt északi irányba kanyarodik a szlovák határ felé. A mesés tájakon található Viszló az utolsó előtti település, egészen elközlekedik az alig pár lélekszámot számláló Debrétére, ami a végállomás 78 kilométer után.

## Közlekedése
Indítása munkaszüneti napokon van reggel egyszer a megyeszékhelyről a zsákfaluba. A 3708-as busz majdnem megegyező útvonalon közlekedik a hét minden napján.
| Viszonylat                         | Indításszám | Közlekedési rend     |
| ---------------------------------- | ----------- | -------------------- |
| Miskolc, aut. áll. ➝ Debréte, bolt | 1 oda       | munkaszüneti napokon |

## Megállóhelyei
| 0  | Miskolc, autóbusz-állomás végállomás      | 0.0 km  | 1, 1G, 3, 3A, 4, 7, 11, 12G, 20, 20A, 24, 28, 32, 34G, 35, 43, 44, 45, 101B, 900, 914, 935 1050, 1053, 1369, 1372, 1373, 1374, 1375, 1376, 1377, 1380, 1381, 1383, 1384, 1410, 1411 3700, 3701, 3702, 3703, 3704, 3705, 3706, 3707, 3708, 3710, 3711, 3712, 3714, 3715, 3716, 3717, 3718, 3719, 3720, 3721, 3722, 3723, 3724, 3726, 3727, 3728, 3729, 3730, 3731, 3732, 3733, 3734, 3735, 3736, 3737, 3738, 3739, 3740, 3741, 3742, 3743, 3744, 3745, 3746, 3747, 3748, 3749, 3750, 3751, 3752, 3753, 3754, 3755, 3757, 3760, 3761, 3764, 3765, 3766, 3767, 3770, 3772, 3773, 3774, 3775, 3776, 3777, 4019 |
| 1  | Miskolc, megyei kórház                    | 1.9 km  | 3, 3A, 12, 12G, 14, 14G, 20, 24, 36, 54, 914 1369, 1384, 1410, 1411 3700, 3701, 3702, 3703, 3704, 3705, 3707, 3708, 3711, 3714, 3754, 3757, 3760, 3761, 3763, 3764, 3765, 3766, 3767, 3769, 3770, 3772, 3773, 3774, 3775, 3776, 3777 |
| 2  | Miskolc, repülőtér bejárati út            | 2.8 km  | 3, 3A, 8, 12, 12G, 14, 14G, 20, 24, 36, 54, 240, 914 1369, 1384, 1410, 1411 3700, 3701, 3702, 3703, 3704, 3705, 3707, 3708, 3711, 3714, 3754, 3757, 3760, 3761, 3763, 3764, 3765, 3766, 3767, 3769, 3770, 3772, 3773, 3774, 3775, 3776, 3777 |
| 3  | Miskolc, Stromfeld laktanya               | 3.9 km  | 1369, 1384, 1410, 1411 3700, 3701, 3702, 3703, 3704, 3705, 3707, 3708, 3711, 3714, 3754, 3757, 3760, 3761, 3763, 3764, 3765, 3766, 3767, 3769, 3770, 3772, 3773, 3774, 3775, 3776, 3777 |
| 4  | Szirmabesenyői elágazás                   | 5.0 km  | 3700, 3701, 3702, 3703, 3704, 3705, 3707, 3708, 3711, 3714, 3754, 3757, 3760, 3761, 3763, 3764, 3765, 3770, 3772, 3773, 3774, 3775, 3776, 3777, 3797 |
| 5  | Sajókeresztúr, ipari park bejárati út     | 6.9 km  | 3703, 3704, 3707, 3708, 3711, 3754, 3757, 3760, 3761, 3763, 3764, 3765, 3770, 3772, 3773, 3774, 3775, 3776, 3797 |
| 6  | Sajóbábonyi elágazás                      | 9.4 km  | 3703, 3704, 3707, 3708, 3711, 3754, 3757, 3760, 3761, 3763, 3764, 3765, 3770, 3772, 3773, 3774, 3775, 3776, 3777, 3793, 3795, 3797 |
| 7  | Piltatanyai elágazás                      | 11.3 km | 3704, 3707, 3708, 3711, 3754, 3761, 3763, 3764, 3765, 3770, 3773, 3774, 3775, 3793 |
| 8  | Sajószentpéter, Kossuth utca 32.          | 13.1 km | 3704, 3707, 3708, 3711, 3754, 3761, 3763, 3764, 3765, 3770, 3773, 3774, 3775, 3793 |
| 9  | Sajószentpéter, városháza                 | 14.1 km | 3704, 3707, 3708, 3711, 3774, 3775, 3793, 4098 |
| 10 | Sajószentpéter, Váci Mihály utca          | 14.7 km | 3704, 3707, 3708, 3711, 3774, 3775, 3793, 4098 |
| 11 | Eprestanya                                | 16.3 km | 3704, 3707, 3708, 3711, 3774, 3775, 3793, 4098 |
| 12 | Dusnokpuszta bejárati út                  | 17.4 km | 3704, 3707, 3708, 3711, 3774, 3775, 3793, 4098 |
| 13 | Múcsonyi elágazás                         | 19.3 km | 3704, 3707, 3708, 3711, 3774, 3775, 3793 |
| 14 | Edelény, kollégium                        | 21.6 km | 3704, 3707, 3708, 3711, 3772, 3774, 3775, 3793, 4040, 4041, 4043, 4044, 4095 |
| 15 | Edelény, bányász lakótelep                | 22.0 km | 3704, 3707, 3708, 3711, 3772, 3774, 3775, 3793, 4040, 4041, 4043, 4044, 4095 |
| 16 | Edelény, Szentpéteri utca 6.              | 22.7 km | 3704, 3707, 3708, 3711, 3772, 3774, 3775, 3793, 4040, 4041, 4043, 4044, 4095 |
| 17 | Edelény, kórház bejárati út               | 23.6 km | 3704, 3707, 3708, 3711, 3772, 3774, 3775, 3793, 4040, 4041, 4043, 4044, 4095 |
| 18 | Edelény, kastély bejárati út              | 24.2 km | 3704, 3707, 3708, 3711, 3772, 3774, 3775, 3793, 4040, 4041, 4043, 4044, 4095 |
| 19 | Edelény, autóbusz-állomás                 | 24.6 km | 3703, 3704, 3707, 3708, 3711, 3713, 3772, 3774, 3775, 3776, 3793, 3795, 4040, 4041, 4043, 4044, 4092, 4093, 4094 |
| 20 | Edelény, Borsodi utca 70.                 | 25.5 km | 3703, 3704, 3707, 3708, 3775, 3776, 3793, 3795, 4040, 4041, 4043, 4092, 4093, 4094 |
| 21 | Edelény, Borsodi iskola                   | 26.4 km | 3703, 3704, 3707, 3708, 3775, 3776, 3793, 3795, 4041, 4043, 4092, 4093, 4094 |
| 22 | Szendrőlád vasúti megállóhely bejárati út | 29.8 km | 3703, 3704, 3707, 3708, 3775, 3793, 4041, 4093 személyvonat – Szendrőlád [94.] |
| 23 | Szendrőlád, sportpálya                    | 30.8 km | 3703, 3704, 3707, 3708, 3775, 3793, 4041, 4093 |
| 24 | Szendrőlád, községháza                    | 31.5 km | 3703, 3704, 3707, 3708, 3775, 3793, 4041, 4093 |
| 25 | Szendrőlád, autóbusz-forduló              | 32.2 km | 3703, 3704, 3707, 3708, 3775, 3793, 4041, 4093 |
| 26 | Büdöskútpuszta                            | 35.3 km | 3703, 3704, 3707, 3708, 3775, 3793, 4041, 4093 személyvonat – Büdöskútpuszta [94.] |
| 27 | Szendrő, vásártér                         | 38.1 km | 3703, 3704, 3707, 3708, 3775, 3793, 4041, 4093 |
| 28 | Szendrő, galvácsi elágazás                | 39.0 km | 3703, 3704, 3707, 3708, 3775, 3793, 4041, 4081, 4082, 4083, 4084, 4092, 4093, 4120 |
| 29 | Szendrő, Fő tér                           | 39.4 km | 3703, 3704, 3707, 3708, 3775, 3793, 4041, 4081, 4082, 4083, 4084, 4092, 4093, 4120 |
| 30 | Szendrő, mezőgazdasági telep              | 41.0 km | 3703, 3704, 3707, 3708, 3775, 4041, 4082, 4083, 4084 |
| 31 | Csehipuszta                               | 42.2 km | 3703, 3704, 3707, 3708, 3775, 4041, 4081, 4082, 4083, 4084 |
| 32 | Szalonna, bolt                            | 44.7 km | 3703, 3704, 3707, 3708, 3775, 4041, 4081, 4082, 4083, 4084, 4121 |
| 33 | Szalonna, Kossuth utca 57.                | 45.7 km | 3703, 3704, 3707, 4081, 4082, 4084, 4121 |
| 34 | Szalonna, vasútállomás                    | 46.1 km | 4082, 4121 személyvonat – Szendrőlád [94.] |
| 35 | Szalonna, Kossuth utca 57.                | 46.5 km | 3703, 3704, 3707, 4081, 4082, 4084, 4121 |
| 36 | Szalonna, bolt                            | 47.5 km | 3703, 3704, 3707, 3708, 3775, 4041, 4081, 4082, 4083, 4084, 4121 |
| 37 | Szalonna, rakacai elágazás                | 47.7 km | 4082, 4121 |
| 38 | Szalonna, Petőfi Sándor utca 88.          | 48.3 km | 3708, 4041, 4082, 4083, 4121 |
| 39 | Rakacavölgyi víztározó                    | 49.4 km | 3708, 4041, 4082, 4083, 4121 |
| 40 | Martonyi elágazás                         | 50.4 km | 3708, 4041, 4082, 4083, 4121 |
| 41 | Martonyi, híd                             | 51.9 km | 3708, 4041, 4082, 4083, 4121 |
| 42 | Martonyi elágazás                         | 53.4 km | 3708, 4041, 4082, 4083, 4121 |
| 43 | Üdülőtelep bisztró                        | 54.1 km | 3708, 4041, 4082, 4083, 4121 |
| 44 | Karolamajor                               | 55.1 km | 3708, 4041, 4082, 4083, 4121 |
| 45 | Meszes, Fő utca 64.                       | 56.9 km | 3708, 4041, 4082, 4083, 4121 |
| 46 | Meszes, községháza                        | 57.6 km | 3708, 4041, 4083, 4121 |
| 47 | Rakacaszend, autóbusz-váróterem           | 63.8 km | 3708, 4041, 4083, 4121 |
| 48 | Rakaca, bolt                              | 69.6 km | 3708, 3717, 3719, 4041, 4083, 4121 |
| 49 | Rakaca, községháza                        | 70.0 km | 3708, 3717, 3719, 4041, 4083, 4121 |
| 50 | Viszló, bolt                              | 73.6 km | 3708, 3717, 3719, 4083, 4121 |
| 51 | Tornaszentjakabi elágazás                 | 76.0 km | 3708, 4121 |
| 52 | Debréte, bolt végállomás                  | 77.3 km | 3708, 4121 |